# Rassismus-Turanismus-Verfahren
Im Rassismus-Turanismus-Verfahren (türkisch Irkçılık-Turancılık davası, auch Turkismus-Turanismus-Verfahren genannt) vom 7. September 1944 bis zum 29. März 1945 wurden 23 politische Persönlichkeiten des Turkismus und des Turanismus wegen angeklagt. Das Verfahren umfasste 65 Sitzungen und nimmt einen wichtigen Platz in der Geschichte der turkistischen Ideologen ein. Am Ende des Verfahrens wurden Zeki Velidi Togan, Alparslan Türkeş, Nihal Atsız, sein Bruder Nejdet Sançar, Reha Oğuz Türkkan, Cihat Savaş Fer, Nurullah Barıman, Fethi Tevetoğlu, Cebbar Şenel und Cemal Oğuz Öcal zu verschiedenen Strafen verurteilt.

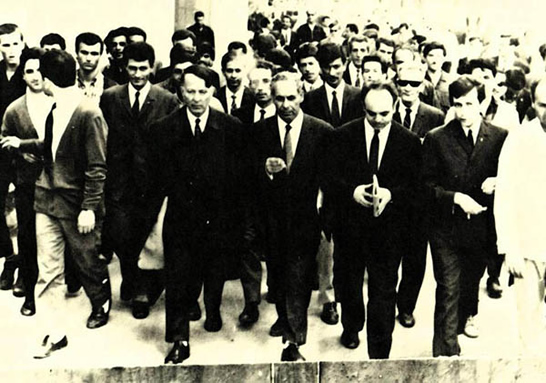
Der Rechtsextremist Nihâl Atsız auf dem Weg zum Prozess

## Vorgeschichte
Der Publizist und Turkist Nihal Atsız glaubte das Land vom Kommunismus bedroht und eine Regierung, die nichts dagegen unternahm und sogar kommunistische Kader in der Verwaltung installierte. So schrieb er zwei Artikel in seiner Zeitschrift Orhun. Im ersten Artikel vom 1. März 1944 zitierte Atsız eine Rede des Ministerpräsidenten Şükrü Saracoğlu vom 5. August 1942 im türkischen Parlament:

„Wir sind Türken und Turkisten und werden immer Turkisten bleiben. Für uns ist der Turkismus ebenso eine Sache des Blutes wie des Gewissens und der Kultur. Wir sind keine Turkisten die weniger werden oder [ihre Zahl] reduzieren. Wir sind Turkisten, die sich mehren und auf Wachstum aus sind. Und wir werden stets in diese Richtung arbeiten.“

Trotz dieser klaren Haltung der Regierung beschuldigte Atsız die Regierung, gegen die Bedrohung nichts zu unternehmen. In seinem zweiten Artikel vom 1. April 1944 benannte Atsız einige Kommunisten und beschuldigte konkret das Bildungsministerium als kommunistisch. Unter den genannten Personen waren Giritli Ahmed Cevad Emre, Pertev Naili Boratav, Sabahattin Ali, Sadrettin Celal Antel und der Bildungsminister Hasan Âli Yücel, den er zum Rücktritt aufforderte. Darauf kam es in Ankara und Istanbul zu mehreren Protesten gegen diese kommunistische Bedrohung.
Sabahattin Ali stellte auf Anregung des Bildungsministers Hasan Ali Yücel und des Journalisten Falih Rıfkı Atay Strafantrag gegen Nihal Atsız. Das Verfahren gegen Atsız begann am 26. April 1944 in Ankara und fand unter Studenten reges Interesse, so dass der Gerichtssaal überfüllt war. Bei der ersten Sitzung bezichtigte Atsız Ali des Verrats und forderte ihn zu einem Geständnis auf. Das Verfahren wurde auf den 3. Mai 1944 vertagt.

## Proteste am 3. Mai
Am zweiten Sitzungstag fanden in Ankara Proteste von Tausenden für Atsız und gegen den Kommunismus statt. Die Demonstranten wurden daran gehindert, in den Gerichtssaal einzudringen. Daraufhin versammelten sie sich auf dem Ulus-Platz, wo sie die Nationalhymne sangen und antikommunistische Parolen skandierten. Die Demonstranten wollten später Ministerpräsident Saracoğlu aufsuchen, wurden aber von der Polizei daran gehindert. Bei der Auseinandersetzung wurden 165 Personen festgenommen.
Alparslan Türkeş sagte zu diesen Vorfällen:

„Wie konnten sie gegen den Nationalen Führer [gemeint ist İsmet İnönü] und das in seiner Gunst stehende Bildungsministerium demonstrieren? Bis dato konnte keine Demonstration ohne Erlaubnis des Nationalen Führers stattfinden. Demokratie, Gleichheit, Freiheit, Jugend… Das alles war bei der Regierung der Türkei von 1944 nur leeres Gerede. Der Beifall des Volkes und die Hochrufe der Jugend mussten ohne Wenn und Aber İnönüs Monopol bleiben.“

Die Polizei ging hart gegen die Demonstranten vor, worauf Alparslan Türkeş, der auch unter den Demonstranten war, schrieb:

„Die Jugend, die mit der Begeisterung des 3. Mai auf die Straße ging, wurde erbarmungslos verprügelt. Ihre Köpfe wurden eingeschlagen, Augen platzten. So manchem wurde der Arm oder die Rippen gebrochen.“

Atsız wurde nach Beendigung des ersten Verfahrens am 9. Mai 1944 erneut verhaftet. Diesmal wurde er mit den anderen Verhafteten des Landesfriedensbruchs und der Gründung einer Organisation zum Sturz der Regierung beschuldigt und angeklagt. Seine Zeitschrift Orhun wurde schon am 6. Mai 1944 verboten.

## Rassismus- und Turanismus-Verfahren
Das neue Verfahren begann am 18. Mai 1944 in Istanbul und sollte bis zum 31. März 1947 dauern. Es gab insgesamt 65 Sitzungen und 23 Angeklagte. 17 Monate nach Gerichtsbeginn wurden 13 Angeklagte freigesprochen und die restlichen zehn Angeklagten zu Gefängnisstrafen verurteilt.
In seiner Verteidigungsrede sagte Atsız, dass der Turanismus für das Fortbestehen des türkischen Volkes unerlässlich sei und zählte einige Beispiele aus der Geschichte auf, in denen die Türken wichtige Schlachten durch den Verrat oder Hinterhalt ihrer nicht-türkischen Soldaten verloren. So sagt er auch, dass der osmanischen Großwesir Damat Ferid Pascha, der nach dem Ersten Weltkrieg den Vertrag von Sèvres unterzeichnete, armenischstämmig sei. Zum Abschluss erklärte er:

„Ich bin Turkist. Turkismus ist Nationalismus. Rassismus und Turanismus gehören auch dazu. Entweder wird die Heimat sich mit diesen beiden Prinzipien erhöhen oder untergehen. Rassismus und Turanismus verstoßen nicht gegen die Verfassung. Niemand kann wegen einer Beleidigung belangt werden, die nicht im Strafgesetzbuch als Straftatbestand ausgewiesen ist. Der Staat ist mit seinen Aktionen auch offen rassistisch und mit der Annexion Hatays auch turanistisch.“

Am 26. August 1946 begann vor dem Militärkassationsgericht wegen Beschwerden der Inhaftierten über Misshandlungen und Folter im Gefängnis das Verfahren erneut. Etwa ein Jahr später am 31. März 1947 wurden alle Angeklagten für unschuldig befunden und entlassen. In der Abschlusserklärung des Gerichtes hieß es, dass die Demonstrationen am 3. Mai 1944 ein Ausdruck einer nationalen Ideologie gegen eine nicht-nationale Ideologie gewesen sei. Mit der nicht-nationalen Ideologie war der Kommunismus gemeint. Dieser Gesinnungswandel der Regierung zwischen 1944 und 1947 hing mit dem Kalten Krieg und der Gefahr durch die Sowjetunion zusammen, die im März 1945 erklärte, dass sie die Sowjetisch-Türkischen Grenzabkommen aus den Zwanziger-Jahren in Frage stelle.
Seit dem Verfahren gilt der 3. Mai als Turkisten-Tag (türkisch Türkçülük Günü) unter den Turkisten als Gedenktag.